# Kullervo (Sibelius)
Kullervo, Op. 7, è una suite di movimenti sinfonici del compositore finlandese Jean Sibelius. Sebbene sia spesso chiamata sinfonia corale, l'opera evita la tradizionale struttura sinfonica e i suoi cinque movimenti costituiscono un insieme di poemi sinfonici correlati ma indipendenti.
Il terzo e il quinto movimento fanno uso del coro maschile. Il terzo, autorizzato dal compositore per l'esecuzione come opera indipendente, richiede anche due solisti, un baritono e un mezzosoprano. Il lavoro è basato sul personaggio di Kullervo nel poema epico Kalevala di Elias Lönnrot e fa uso di versi tratti da quel poema. Fu premiato con il plauso della critica il 28 aprile 1892 con Emmy Achté e Abraham Ojanperä come solisti e il compositore alla direzione del coro e dell'orchestra della Helsinki Orchestral Society, che era stata fondata nel 1882.

## Storia
Kullervo fu eseguito in seguito solo quattro volte nel corso della vita di Sibelius, l'ultima il 12 marzo 1893. Rifiutò di pubblicarlo fino a quando, nel 1957, alla fine della vita, dopo aver riorganizzato la sezione finale del "lamento" del terzo movimento, diede il permesso perché fosse pubblicato dopo la sua morte.
Sebbene il lavoro sia stato generalmente ben accolto, lo stile peculiare di Sibelius ricevette alcune critiche. Una delle maggiori polemiche nacque dal fatto che ambientò un testo finlandese. La Finlandia era divisa tra nazionalisti svedesi, gli svecomani e promotori della lingua e cultura finlandese (Suomi), i fennomani. Gli svecomani consideravano Sibelius, la cui lingua madre era lo svedese, un disertore.
Durante la vita di Sibelius furono eseguiti movimenti isolati. Il quarto fu eseguito due giorni dopo la prima e di nuovo nel 1905 e nel 1955. Il terzo fu presentato come parte della celebrazione del centenario della pubblicazione di Kalevala nel 1935 e nel 1958, un anno dopo la morte di Sibelius, con Jussi Jalas, il genero di Sibelius, direttore. Una versione in edizione limitata dello spettacolo dal vivo di Jalas del 1958 divenne disponibile nei primi anni '70. La prima registrazione in studio fu fatta da Paavo Berglund e la Bournemouth Symphony Orchestra nel 1971. Da allora molte orchestre hanno eseguito e registrato il lavoro. La prima esecuzione completa negli Stati Uniti è stata data a Milwaukee con la Milwaukee Symphony Orchestra sotto la direzione di Kenneth Schermerhorn.

## Struttura
Ciascuno dei cinque movimenti presenta una parte della vita di Kullervo, basata sul ciclo Kullervo da Kalevala. I movimenti uno, due e quattro sono strumentali. Il terzo e il quinto contengono dialoghi cantati tratti dal poema epico. Il lavoro dura oltre un'ora. Alcune registrazioni recenti vanno dai 70 agli 80 minuti.
1. Introduzione
Questo movimento evoca l'eroica svolta della leggendaria ambientazione finlandese, così come il personaggio di Kullervo, una figura complessa e tragica.
2. Gioventù di Kullervo
Questo movimento riflette il tono cupo delle Poesie dalla 31 alla 33 del Kalevala. Kullervo è marchiato per la tragedia dalla nascita e trascorre la sua giovinezza in gran parte in schiavitù.
3. Kullervo e sua sorella
Il baritono e il mezzosoprano rappresentano il protagonista e sua sorella, mentre il coro maschile prepara la scena e fa il commento. Kullervo incontra tre donne e tenta senza successo di sedurle, prima di riuscire con la terza, solo per rendersi conto troppo tardi che è sua sorella perduta da tempo. Quando lei apprende la verità, si getta in un ruscello e annega. Kullervo lamenta il proprio crimine e la morte di sua sorella.
4. Kullervo va in battaglia
Kullervo tenta di espiare il suo crimine cercando la morte sul campo di battaglia.
5. Morte di Kullervo
Un coro maschile ossessivo racconta la morte di Kullervo. Egli arriva inavvertitamente nel posto in cui ha violentato sua sorella, segnato da erba morta e terra nuda dove la natura rifiuta di rinnovarsi. Si rivolge alla sua spada, chiedendo se è disposta a bere sangue colpevole. La spada risponde e Kullervo cade sulla sua spada.

## Discografia
- 2015: Sakari Oramo, BBC Symphony Orchestra, BBC Symphony Chorus, Polytech Choir, Johanna Rusanen-Kartano, Waltteri Torikka, (BBC Music Magazine BBCMM413) Registrazione dal vivo ai BBC Proms il 29 agosto 2015

| Direttore           | Orchestra                                  | Sorella di Kullervo | Kullervo                | Coro                                                                   | Inciso | Luogo                      | Durata | Etich.                       |
| ------------------- | ------------------------------------------ | ------------------- | ----------------------- | ---------------------------------------------------------------------- | ------ | -------------------------- | ------ | ---------------------------- |
| Paavo Berglund (1)  | Bournemouth Symphony Orchestra             | Raili Kostia        | Usko Viitanen           | YL Male Voice Choir                                                    | 1970   | ?                          | ?      | EMI (EMI Classics 74485)     |
| Paavo Berglund (2)  | Helsinki Philharmonic Orchestra            | Eeva-Liisa Saarinen | Jorma Hynninen (1)      | YL Male Voice Choir & State Academic Male Choir of the Estonian S.S.R. | 1985   | ?                          | ?      | EMI (EMI CDM5 65080-2)       |
| Neeme Järvi         | Orchestra Sinfonica di Göteborg            | Karita Mattila      | Jorma Hynninen (2)      | Laulun Ystävät Male Choir                                              | 1985   | Gothenburg Concert Hall    | 69:45  | BIS (BIS-313)                |
| Esa-Pekka Salonen   | Los Angeles Philharmonic Orchestra         | Marianne Rørholm    | Jorma Hynninen (3)      | YL Male Voice Choir                                                    | 1992   | Royce Hall                 | 70:14  | Sony (SK 52 563)             |
| Sir Colin Davis (1) | London Symphony Orchestra                  | Hillevi Martinpelto | Karl-Magnus Fredriksson | London Symphony Chorus                                                 | 1994   | ?                          | ?      | RCA Red Seal (09026 68312 2) |
| Leif Segerstam (1)  | Orchestra Sinfonica Nazionale Danese       | Soile Isokoski (1)  | Raimo Laukka (1)        | Danish National Radio Choir                                            | 1994   | Danish Radio Concert Hall  | 75:50  | Chandos (CHAN-9393)          |
| Jorma Panula        | Orchestra Filarmonica di Turku             | Johanna Rusanen (1) | Esa Ruuttunen           | Laulun Ystavat Male Choir                                              | 1996   | Turku Concert Hall         | 72:34  | Naxos (8.553756)             |
| Jukka-Pekka Saraste | Orchestra sinfonica della radio finlandese | Monica Groop (1)    | Jorma Hynninen (4)      | Polytech Choir                                                         | 1996   | ?                          | ?      | Finlandia (0630-14906-2)     |
| Paavo Järvi         | Orchestra Filarmonica Reale di Stoccolma   | Randi Stene         | Peter Mattei (1)        | Estonian National Male Choir                                           | 1997   | Konserthuset               | 78:29  | Virgin/EMI (286522)          |
| Osmo Vänskä (1)     | Orchestra Sinfonica di Lahti               | Lilli Paasikivi (1) | Raimo Laukka (2)        | YL Male Voice Choir                                                    | 2000   | Sibelius Hall              | 80:34  | BIS (BIS-1215)               |
| Sir Colin Davis (2) | London Symphony Orchestra                  | Monica Groop (2)    | Peter Mattei (2)        | London Symphony Chorus                                                 | 2005   | Barbican Centre            | 72:12  | LSO (LSO 0074)               |
| Ari Rasilainen      | Staatsphilharmonie Rheinland-Pfalz         | Satu Vihavainen     | Juha Uusitalo           | The Helsinki Academic Male Choir KYL                                   | 2005   | Pfalzbau                   | 72:52  | cpo (777196-2)               |
| Robert Spano        | Atlanta Symphony Orchestra                 | Charlotte Hellekant | Nathan Gunn             | Atlanta Symphony Men's Chorus                                          | 2006   | ?                          | ?      | Telarc (80665)               |
| Leif Segerstam (2)  | Helsinki Philharmonic Orchestra            | Soile Isokoski (2)  | Tommi Hakala (1)        | YL Male Voice Choir                                                    | 2007   | Casa Finlandia             | 77:56  | Ondine (ODE1122-5)           |
| Osmo Vänskä (2)     | Minnesota Orchestra                        | Lilli Paasikivi (2) | Tommi Hakala (2)        | YL Male Voice Choir                                                    | 2016   | Minneapolis Orchestra Hall | 79:29  | BIS (BIS-9048)               |
| Hannu Lintu         | Orchestra sinfonica della radio finlandese | Johanna Rusanen (2) | Ville Rusanen           | Estonian National Male Choir & Polytech Choir                          | 2018   | Helsinki Music Centre      | 72:28  | Ondine (ODE1338-5)           |
| Thomas Dausgaard    | Orchestra Sinfonica Scozzese della BBC     | Helena Juntunen     | Benjamin Appl           | Lund Male Chorus                                                       | 2018   | Glasgow City Halls         | 73:14  | Hyperion (CDA68248)          |